# Санди-Хук

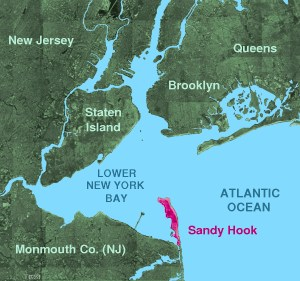
Санди-Хук (выделен цветом)

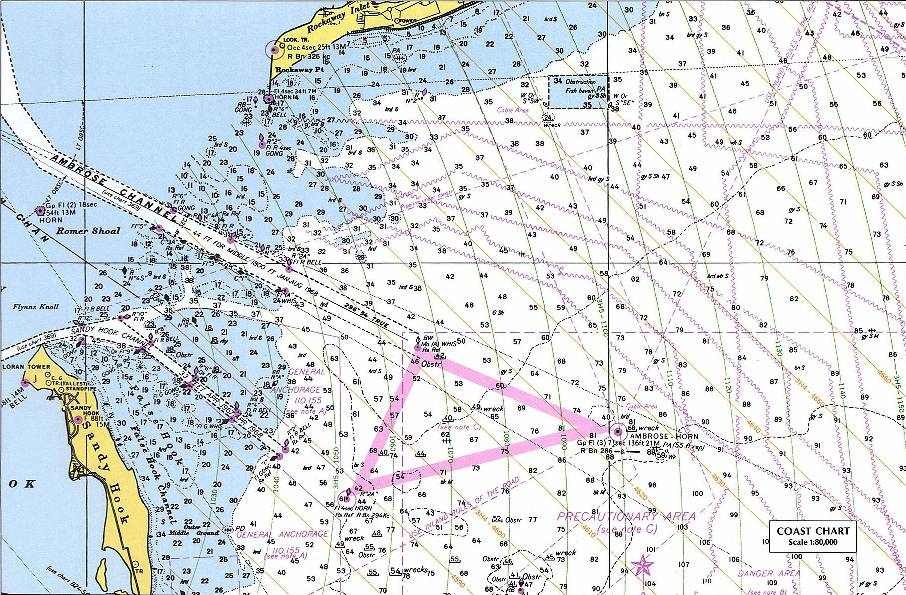
Навигационная карта, 2004. Видны Санди-Хук, старый и новый фарватеры.

Санди-Хук (англ. Sandy Hook, нидерл. Sant Hoek) — узкая песчаная коса, выдающаяся в море от берега Нью-Джерси.  Прикрывает внешнюю часть нью-йоркской гавани с моря. То же название имеют: расположенные на косе маяк и заброшенный полигон американской армии, прикрытая ею от моря часть гавани, ведущий к ней фарватер.
Коса вытянута с севера на юг. Длина около 6 миль. Ширина не более 1600 м. Площадь 1665 акров (6,74 км²). В различные периоды, в зависимости от ветров и течений, а также земляных работ, попеременно имела или не имела на юге соединение с материком. Северная оконечность отделена от острова Лонг-Айленд проливом Гейтуэй (англ. Gateway).
Природный фарватер Санди-Хук, ведущий в Нью-Йорк, идет примерно с востока на запад, вблизи оконечности косы. До начала дноуглубительных работ имел глубины до 3½ фатом (9,5 м). В 1840-е годы посередине пролива был проделан новый, прямой и более широкий фарватер под названием Амброз-ченнел (англ. Ambrose Channel), с гарантированными глубинами 44 фута (13,4 м). Его начало оборудовано плавучим маяком. Текущие глубины меняются в зависимости от приливов (высота 1,5 ÷ 1,8 м). В проливе имеются как постоянное, так и приливно-отливные течения.
В настоящее время территория косы является парком национального подчинения. На северной оконечности находятся маяк, превращенный в музей Форт Хэнкок, среднее учебное заведение под названием Морская научно-техническая академия (англ. Marine Academy of Science and Technology, M.A.S.T.), Морская научная лаборатория и действующий пост Береговой охраны. 
Основной вид экономики — туризм. Океанская сторона косы имеет несколько оборудованных пляжей, внутренняя сторона в основном нетронута. 
Коса связана с материком дорогой штата NJ 36. Часть дороги проходит по эстакаде над бухтой. В туристский сезон Санди-Хук связан паромом с островом Манхэттен (центральный Нью-Йорк).